# Oscar Moscariello
Oscar Armando Moscariello (Arroyo Seco, 3 de septiembre de 1952) es un político argentino. Se desempeñó como Embajador extraordinario y plenipotenciario de la República Argentina frente a la República Portuguesa. Además, fue Secretario de Relaciones Internacionales del Club Atlético Boca Juniors y es Secretario General del Partido Demócrata Progresista de la Capital Federal, en alianza con el PRO.
Licenciado en Ciencia Política por la Universidad del Salvador [cita requerida] trabajó en la administración pública de la Ciudad Autónoma de Buenos Aires, siendo autor de libros como El camino de las leyes (2011), Manual del Comunero (2011), todos ellos abocados al estudio y análisis de la institucionalidad y los procesos políticos de la Ciudad de Buenos Aires.
En la actualidad es el Secretario de Relaciones Parlamentarias e Institucionales bajo el gobierno de Javier Milei.

Ese año sería denunciada penalmente junto a otros legisladores macristas que votaron doble entre ellos Oscar Moscariello y Silvia Majdalani por "delito de usurpación de identidad" y "contra la administración pública", cuando se conoció que los diputados votaron por su parte y luego en lugar de dos legisladores que estaban fuera de sus bancas en una ley para beneficiar con excepciones impositivas a un grupo de calle centers dos d ellos cuales habían aportado fondos a la campañas políticas del pro.

## Actividad pública

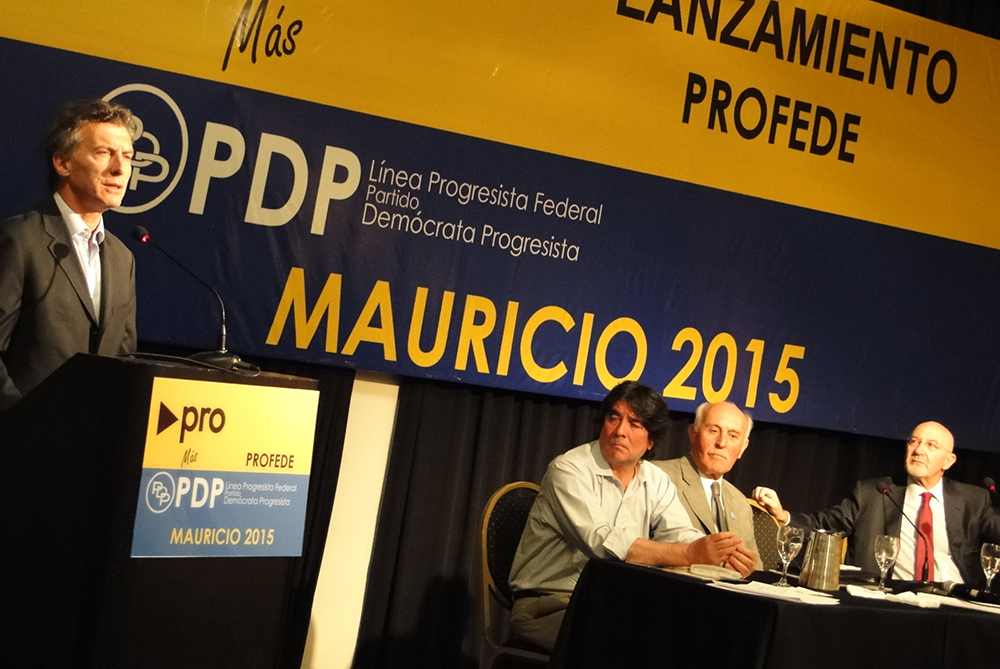
El Jefe de Gobierno, Ing. Mauricio Macri, hablando en el lanzamiento de la línea interna del Partido Demócrata Progresista, PROFEDE, encabezada por el Dip. Oscar Moscariello

### Embajador de la República Argentina frente a la República Portuguesa (2016)
Con pliego ingresado el 28/12/2015 fue nombrado por Mauricio Macri Embajador Extraordinario y Plenipotenciario junto con Martín Lousteau (Embajador designado en los Estados Unidos de América) Guillermo Montenegro (Uruguay) Diego Guelar (China) José Octavio Bordón (Chile) Marcelo Stubrin (Colombia) Ramón Puerta (España) y Carlos Magariños (Brasil), Moscariello fue nombrado como jefe de la misión argentina en Lisboa, efectivizada por el Poder Ejecutivo mediante el Decreto 446 de fecha 11 de marzo de 2016.

### Club Atlético Boca Juniors
Fue responsable de las relaciones internacionales del club durante el segundo mandato del Presidente Daniel Angelici. Durante este periodo se lanzó un petitorio para expulzarlo del Club. Fue  Vicepresidente Primero del Club Atlético Boca Juniors junto a Daniel Angelici con mandato hasta 2015.y en paralelo Legislador Porteño (2011-2015)
En 2015 causó controversial al tener fuertes desencuentros con el ídolo máximo de Boca Juniors Juan Roman Riquelme al que Moscariello insultó.

## Legislatura de la Ciudad de Buenos Aires (2009-2011)
En 2000, fue elegido legislador porteño por el Partido Demócrata Progresista (con mandato hasta 2003)
Desde 2003 a 2007 tuvo a su cargo la Secretaría Administrativa de la Legislatura de la Ciudad de Buenos Aires. Entre 2007 y 2009 fue Presidente de Bloque PRO

Durante 2010 y 2011 ejerció como Vicepresidente 1º a/c de la Presidencia de la Legislatura de la Ciudad de Buenos Aires, siendo el moderador de las Sesiones Parlamentarias, el responsable último de la Casa Parlamentaria de la Ciudad de Buenos Aires y el primero en la línea sucesoria del Jefe de Gobierno de la Ciudad de Buenos Aires, Mauricio Macri, al encontrarse vacante la Vicejefatura de Gobierno de la Ciudad.
Como diputado perteneciente al PROfue denunciado junto a Silvia Madjalani penalmente en los tribunales porteños por presunta "comisión de delito de usurpación de identidad" y "contra la administración pública", al haber votado doble en una sesión. la justicia abrió una investigación a los legisladores porteños del PRO Oscar Moscariello y Silvia Majdalani, por la presunta comisión del delito de usurpación de identidad, delito contra la Administración Pública". ambos legisladores votaron usurpando los asientos de legisladores ausentes de sus bancas, el caso fue conocido como diputrucho. Ambos legisladores del PRO, Moscarello y Madjalani votaron usurpando los asientos de legisladores ausentes, calificándose la maniobra como " bochorno institucional" y que fue "una desprolijidad", Junto com Oscar Moscarielco, Majdalani fue posteriormente denunciada por la presunta comisión del delito de usurpación de identidad, y de delito contra la Administración Pública.

### Roles previos (1986-1999)
Fue Jefe de Gabinete de la Entidad Binacional Yaciretá (1999-2000) y asesor en el Honorable Congreso de la Nación (1986-1993) en las Comisiones de Comunicaciones (1987) y Juicio Político (1989) de la Cámara baja, como representante del Bloque Demócrata Progresista en la Cámara de Diputados de la Nación.

## Actividad partidaria
Oscar Moscariello es Secretario general de la Junta Ejecutiva Nacional del Partido Demócrata Progresista, en ejercicio del cargo (desde 2021), Secretario General Distrito Capital (desde 2011), Presidente de la Convención Metropolitana (2009-2011) y Miembro Titular de la Junta Ejecutiva Nacional (2008-2010), en 2015 se suma a Propuesta Republicana e impulsa la candidatura de Mauricio Macri a Presidente de la Nación en las Elecciones generales de 2015.
Es actualmente Secretario General del Partido Demócrata Progresista y el 21 de mayo de 2022 en la provincia de Corrientes junto al vicegobernador Pedro Braillard Poccard (Partido Popular de Corrientes), el diputado nacional,Ricardo López Murphy (Republicanos Unidos) y varios partidos provinciales firmó el "Acuerdo Federal" la pata liberal dentro de Juntos por el Cambio.

## Controversia terrenos Casa Amarilla
En 2015 el todavía Jefe de Gobierno de la Ciudad de Buenos Aires, Mauricio Macri, expresidente del club envió a los funcionarios PRO un extenso proyecto titulado Plan de Desarrollo y Mejoramiento Urbano Boca Social, firmado por el presidente de Boca Daniel Angelici y Oscar Moscariello donde propone privatizar los terrenos que fueron declarados en emergencia urbanística por la ley 2.240, donde 5 por ciento del total se haría al contado al momento de la compra. El pago completo se haría en 14 años.
Esto desató un escándalo ya que el Estado porteño tercerizó la adjudicación con la Asociación Civil Casa Amarilla 2005, que preside Diego Basualdo, un dirigente vinculado a la barrabrava de Boca Juniors, en la lista de adjudicatarios aparecieron personas vinculadas a la barrabrava de Boca Juniors, personas de una misma familia que recibían más de una vivienda, entre otras irregularidades. Entre los adjudicatarios se encontró gran cantidad de barrabravas del club Boca Juniors y familiares de funcionarios porteños. durante la audiencia varios vecinos recibieron cuchillazos y heridas de arma blanca por parte de hombres armados afiliados al Pro.